# Austrolimnophila eucharis
Austrolimnophila eucharis là một loài ruồi trong họ Limoniidae. Chúng phân bố ở miền Australasia.